# Rafael Correa
Rafael Vicente Correa Delgado (født 6. april 1963 i Guayaquil) var Ecuadors præsident fra 2007 til 2017. Han fik sin uddannelse som økonom i USA og var i 2005 finansminister under Alfredo Palacio.
I forbindelse med sit kandidatur til præsidentposten etablerede han det socialistiske parti Alianza PAIS. Selvom han betragtede Hugo Chávez som en personlig ven, og var enig i en stor del af Hugo Cháves politik, erklærerede han, at han ikke var en del af den igangværende Bolivarianske revolution.
Den 3. juli 2018 udstedte en dommer i Ecuador en arrestordre for Correa, efter at han ikke var mødt op i retten under en retssag omkring kidnapningen af hans politiske modstander Fernando Balda. Correa, der boede i Belgien på det tidspunkt, benægtede at han havde været involveret i kidnapningen. I juli 2018 afviste Interpol den ecuadorianske arrestordre og kaldte den "et politisk anliggende." I april 2020 fandt Ecuadors straffedomstol den tidligere præsident skyldig i grov bestikkelse i perioden 2012 -2016. Han blev in absentia idømt 8 års fængsel.